# Haploa smithi
Haploa smithi là một loài bướm đêm thuộc phân họ Arctiinae, họ Erebidae.